# エヴァーストーン・キャピタル・アジア
エヴァーストーン・キャピタル・アジア (英語:Everstone Capital Asia) は 2006 年に設立され、シンガポールに本社を置くプライベート・エクイティ会社。 サミール・セインとアトゥル・カプールによって設立。インドとシンガポール以外に、ロンドン、ニューヨーク、モーリシャス、アラブ首長国連邦にも支社を構え、世界的に事業を展開。エバーストーンとも呼ばれる。

## 概要
同社の起源は、平成18年(2006)年にサミール・セインがフューチャー・グループと提携して設立した金融サービス会社フューチャー・キャピタルに遡る。平成21年(2009)年にフューチャー・キャピタルのプライベート・エクイティ事業を引き継ぎ、元ゴールドマン・サックスの同僚のアトゥル・カプールと提携し、 エバーストーン・キャピタルを設立。

## 事業専用分野
プライベート エクイティ: 2006 年に設立されていらい、投資管理とアドバイスを提供するプライベート エクイティ会社としてスタートした。
不動産: アメリカの不動産投資会社 Realterm Group と提携して、インド最大の組織化されたインドナンバーワンの産業および物流開発会社のIndoSpace ロジスティック パークを設立。平成29（ 2017 ）年、カナダ年金計画投資委員会 (CPPIB) と IndoSpace は、インドで最新の物流施設を開発する目的で IndoSpace Core と呼ばれる合弁事業を設立。 平成30年（2018）に、シンガポールに拠点を置く物流施設プロバイダーのGLPは、IndoSpaceと提携してインド市場に参入。
インフラストラクチャ: Everstone は、世界的な太陽光発電プロジェクト開発会社である Lightsource bp との合弁事業で EverSource Capital を設立。 同ベンチャー企業は、国内の再生可能エネルギー、流通インフラ、グリーンエネルギーサービスなどに重点を置くファンドを管理中。
ベンチャーキャピタル: 同社は、特定分野の専門家や消費者市場の投資家と複数のパートナーシップを構築している。 顧客に洞察と資本基盤をも提供している。 同社はディーパック・シャハダプリ氏のDSG Consumer Partnersとも合弁事業を開始した。

## 環境、社会、企業ガバナンス
エバーストーン キャピタル アジアの環境、社会、企業ガバナンス (ESG) へのアプローチには、持続可能な実践を投資戦略に統合する包括的な計画が含まれている。 令和3(2021)年8月にカーボン・ディスクロージャー・プロジェクト（CDP）に署名。

## 投資網
- 平成24（2012） 年、出版社 S. Chand & Company Pvt. Ltd. の株式の 35% を3,800万ドルで買収・取得。[8]
- 平成26（2014） 年、Servion Global Solutions に投資。[9][10]
- 2014年にインドネシアのバーガーキングを買収。[11]
- 平成27（2015） 年、ソーハン ラル コモディティ マネジメントの主要投資家になる。[12]
- 平成29（2017） 年、オムニアクティブ ヘルス テクノロジーズに投資。[13]
- 平成30（2019）年、マハラシュトラ州の病院チェーンであるサヒャドリ・ホスピタルズ・リミテッドの経営権を購入。[14]
- 令和1（2020）年1月、米国に本拠を置くスレイバック・ファーマの少数株式を取得するために5,000万ドルを投資すると発表。[15]
- 令和1（2020） 年 8 月、継続的テスト プラットフォーム企業である QMetry Inc. に投資。[16]
- 令和2（2021）年8月、医薬品、栄養学、パーソナルケア分野などに重点を置く特殊原料企業であるCalibreの経営権を取得。
- 令和2（2021） 年 11 月に、サブウェイはエバーストーン グループとマスター フランチャイズ契約を締結。[17]
- 令和3（2022）年9月、チェンナイに本拠を置くソフトジェル・ヘルスケア社の経営権を取得。[18]

## 受賞と認定
- 平成23（2011）年から平成29（2017）年および令和1（2019）年まで、プライベート・エクイティ・インターナショナルによりインドの「ファーム・オブ・ザ・イヤー」受賞。[19]

## 引用文献
1. 1 2  “Everstone Capital Advisors Pvt Ltd”. www.bloomberg.com. 2024年2月25日閲覧。
2. ↑  Cheung, Sonja. “エバーストーン、インド投資ファンド6.5億ドル調達へ” (英語). WSJ. 2024年2月25日閲覧。
3. ↑  “Don’t listen to what people say, merely observe what they do”. The Times of India. (2012年1月7日). ISSN 0971-8257 2024年2月25日閲覧。
4. ↑  “Logistics & warehousing investor IndoSpace creates $1.2 bn corpus for latest fund” (英語). VCCircle. 2024年2月25日閲覧。
5. ↑  “Everstone Group, Lightsource BP Form 50:50 JV to Invest in Indian Green Infrastructure”. www.saurenergy.com. 2024年2月25日閲覧。
6. ↑  Dhanjal, Shrija Agrawal,Swaraj Singh (2016年10月17日). “The building of Everstone Capital” (英語). mint. 2024年2月25日閲覧。
7. ↑  “Everstone Group becomes a signatory to the Carbon Disclosure Project | Everstone Capital” (英語). 2024年2月25日閲覧。
8. ↑  “Everstone invests Rs 200-cr in S Chand” (英語). BusinessLine (2012年10月11日). 2024年2月25日閲覧。
9. ↑  “Everstone Group increases investment in Servion Global”. The Economic Times. (2017年5月25日). ISSN 0013-0389 2024年2月25日閲覧。
10. ↑  “PEs Everstone, Solmark buy controlling stake in Servion Global for ₹403 crore” (英語). BusinessLine (2014年11月20日). 2024年2月25日閲覧。
11. ↑  “エバーストーン、インドネシア社に出資”. 日本経済新聞 (2014年10月20日). 2024年2月25日閲覧。
12. ↑  Sarkar, Pooja (2015年9月28日). “Sohanlal Commodity raises Rs100 crore from Creation Investments, others” (英語). mint. 2024年2月25日閲覧。
13. ↑  Choudhary, Anuradha (2017年1月2日). “Everstone buys minority stake in OmniActive Health for $35 million” (英語). mint. 2024年2月25日閲覧。
14. ↑  “Everstone to buy controlling stake in Sahyadri Hospitals” (英語). mint (2019年4月7日). 2024年2月25日閲覧。
15. ↑  “Everstone to invest $50 million in KKR-backed Slayback Pharma”. The Economic Times. (2020年1月6日). ISSN 0013-0389 2024年2月25日閲覧。
16. ↑  “Goldman Sachs, Everstone Capital to invest in QMetry” (英語). www.spglobal.com. 2024年2月25日閲覧。
17. ↑  Tandon, Suneera (2021年11月2日). “Everstone gets Subway master franchise for India, B’desh” (英語). mint. 2024年2月25日閲覧。
18. ↑  Bureau, BW Online. “Everstone Capital Acquires Majority Stake In Softgel Healthcare” (英語). BW Disrupt. 2024年2月25日閲覧。
19. ↑  “Everstone Group Continues its Back-to-Back Award-Winning Run” (英語). The Week. 2024年2月25日閲覧。